# Маршала Покришкіна (станція метро)
55°02′36″ пн. ш. 82°56′05″ сх. д. / 55.04333° пн. ш. 82.93472° сх. д.
«Маршала Покришкіна» (рос. Маршала Покрышкина) — станція Дзержинської лінії Новосибірського метрополітену. Знаходиться між станціями «Сибірська» і «Березовий гай». 
Територіально станція розташовується в Центральному районі Новосибірська, на розі вулиць Гоголя і Ольги Жиліної.
Станція входила до складу другої черги метрополітену. Початковий її пуск було заплановано на 1993 - до сторіччя Новосибірська. Але через економічну кризу її спорудження затягнулося і введення відбувся тільки в грудні 2000.
Станція стала третьою на Дзержинській лінії і одинадцятою в мережі Новосибірського метрополітену. До 25 червня 2005 , коли відкрилася станція «Березовий гай», станція була кінцевою і поїзди ходили в човниковому режимі (без можливості обороту).

## Технічна характеристика
Конструкція станції — колонна трипрогінна мілкого закладення, (глибина закладення — 11 м).  Проект аналогічний станції «Гагарінська»: 17 пар колон, з кроком 6 м.

## Вестибюлі
Станція має два вестибюлі — західний і східний. В одному з вестибюлів розташований підвуличний підземний перехід. Вестибюлі з'єднані з платформою маршовими сходами. Виходи на непарну сторону вулиці Гоголя мають окремі павільйони з металевих конструкцій. На парний бік виходи вбудовані в житлові будинки. Металеві каркаси павільйонів та вхідні двері пофарбовані в оливковий колір.
Спочатку станція була відкрита тільки з одним, західним вестибюлем, а східний було добудовано і відкрито 6 грудня 2008, коли було здано будинок (Гоголя, 40), в якому він розташований.
До столітнього ювілею Покришкіна зазнали змін і вестибюлі. В одному з вестибюлів, перед входом в касовий зал, з'явився вітраж. У другому, при вході в нього з парної сторони вулиці Гоголя (будинок № 36) — встановили бюст маршала, виконаний з бронзи.

## Оздоблення
Станційні стіни — рельєфні, виконані з великих бетонних блоків. Блоки плавно переходять у стелю станції. Дизайн платформової ділянки станції виконано в поєднанні червоного і білого. Посадкова платформа оздоблена гранітом , а колійні стіни і колони — мармуром . Біла стеля, за задумом проектувальників, покликана надати об'ємний простір. Оздоблення станції виконано бразильським мармуром червоного кольору. Блоки колійних стін пофарбовані в білий колір. У стелі, в його центральній частині, встановлені відеоекрани. Навколо колон розміщені лавки відпочинку для пасажирів, виконані з полірованого дерева. А на підлозі платформи нанесені розмітки-покажчики зупинки дверей вагонів електропоїзда, що мають жовтий колір.

## Ресурси Інтернету
- Станція «Маршала Покришкіна» - Офіційний сайт Новосибірського метрополітену [Архівовано 31 травня 2013 у WebCite](рос.)
- Станція "Маршала Покришкіна" на сайті "Світ метро" [Архівовано 30 квітня 2014 у Wayback Machine.](рос.)
- Станція «Маршала Покришкіна» - МетроЕНСК [Архівовано 23 лютого 2014 у Wayback Machine.](рос.)